# Dżajawarman IV
Dżajawarman IV (ur. ? zm. 941/942)– król Kambodży (928-941/942) w czasach Imperium Khmerskiego. 

## Życiorys
Władca ten był uzurpatorem (obalił Iszanawarmana II) i nie pochodził z poprzedniej dynastii, ale jego siostra była żoną Jaszowarmana I.
Panował w latach 928-941/942. W czasie swego panowania podjął nieudaną próbę przeniesienia stolicy na północny wschód od jeziora Tonle Sap do Koh Ker w celu osłabienia wpływów khmerskiej arystokracji.
Jego następcą został Harszawarman II.